# Cupido optilete
Cupido optilete är en fjärilsart som beskrevs av Streck. Cupido optilete ingår i släktet Cupido och familjen juvelvingar. Inga underarter finns listade i Catalogue of Life.